# Observatório Robinson
O Observatório Robinson (em inglês Robinson Observatory), é um observatório astronômico localizado na cidade estadunidense de Orlando, no estado da Flórida. Foi fundado em 1995 a um custo de 500 mil dólares. Atualmente é operado pela Universidade da Flórida Central.